# سیارک ۳۸۲۷
سیارک ۳۸۲۷ (به انگلیسی: 3827 Zdenekhorsky، نامگذاری:1986VU) سه هزار و هشتصد و بیست و هفتمین سیارک کشف شده‌است که در ۳ نوامبر ۱۹۸۶ کشف شد.
قدر مطلق سیارک برابر ۱۲٫۳۰ است.